# Shipston-on-Stour
Shipston-on-Stour è un paese di 4 456 abitanti della contea del Warwickshire, in Inghilterra.